# Masistio
Masistio (in greco antico Μασίστιος; ... – Platea, 479 a.C.) è stato un generale persiano che combatté nella Battaglia di Platea, svoltasi nel 479 a.C..

## Biografia
Masistio nacque, secondo Erodoto, da un uomo di nome Siromitre, comandante persiano che durante l'invasione di Serse della Grecia comandava il contingente dei Paricani  (Σιρομίτρης) e si distinse per la sua bellezza. 
Si mise in luce soprattutto durante la Seconda Invasione Persiana in Grecia, a cui partecipò inizialmente come comandante del contingente dei Saspiri e degli Alarodi, popolazioni caucasiche sottomesse all'impero persiano, sebbene l'anno successivo sotto il comando del generale Mardonio,  divenne comandante dell'intera cavalleria acquistando una buona popolarità tra le truppe (la sua morte fu infatti molto sentita tra i Persiani). Come di consuetudine tra i generali persiani usava combattere in prima linea montando un cavallo bardato con briglie d'oro, lui stesso indossava un'armatura d'oro sotto una tunica purpurea. Probabilmente per la sua statura i Greci lo chiamavano Macistio, in quanto si tratta di un superlativo greco di "grande" e voleva indicare appunto un uomo di statura smisurata.

## Ruolo nella Battaglia di Platea
Appena l'esercito greco arrivò a Platea, sotto il comando di Pausania, non volle attaccare i Persiani per paura della loro cavalleria ed allo stesso tempo i Persiani non vollero attaccare i Greci poiché erano in una posizione di vantaggio. Di conseguenza il generale Mardonio inviò Masistio a creare scompiglio tra le file greche. Masistio eseguì l'ordine, attaccando con la cavalleria divisa in più squadroni, e riuscì ad infliggere un buon numero di perdite all'esercito greco grazie ad una serie di rapidi attacchi. Tuttavia, dal momento che Masistio stesso guidava questi attacchi, i Greci riuscirono ad ucciderlo causando una grave perdita ai Persiani.

## Morte
Durante la Battaglia di Platea Masistio combatté contro i Megaresi con tanto successo che i Megaresi furono costretti a chiedere rinforzi agli altri Greci. Furono quindi supportati da 300 opliti ateniesi guidati da Olimpiodoro e da un contingente di arcieri ateniesi. Uno di questi arcieri riuscì a colpire il cavallo di Masistio al fianco ed a farlo cadere da cavallo. Una volta a terra, gli Ateniesi lo uccisero. I Persiani, una volta che si furono accorti dell'assenza del loro comandante provarono a recuperarne il corpo ma alla fine dovettero abbandonarlo in mano ai Greci. Lo stesso generale Mardonio si mostrò amareggiato dalla perdita.